# Mesonísia
Mesonísia (em grego: Μεσονήσια) ou Messoníssia é uma vila cretense da unidade regional de Retimno, no município de Amári, na unidade municipal de Sivrítos. Situada a 660 metros acima do nível do mar, próximo a ela estão as vilas de Geracarí e o Elenés. Segundo censo de 2011, têm 103 habitantes.